# العلاقات الدنماركية الفيتنامية
العلاقات الدنماركية الفيتنامية هي العلاقات الثنائية التي تجمع بين الدنمارك وفيتنام.

## مقارنة بين البلدين
هذه مقارنة عامة ومرجعية للدولتين:
| وجه المقارنة                                              | الدنمارك                                                     | فيتنام           |
| --------------------------------------------------------- | ------------------------------------------------------------ | ---------------- |
| المساحة (كم2)                                             | 42.92 ألف                                                    | 331.69 ألف       |
| عدد السكان (نسمة)                                         | 5.79 مليون                                                   | 94.66 مليون      |
| الكثافة السكانية (ن./كم²)                                 | 134.9                                                        | 285.39           |
| العاصمة                                                   | كوبنهاغن                                                     | هانوي            |
| اللغة الرسمية                                             | اللغة الدنماركية                                             | اللغة الفيتنامية |
| العملة                                                    | كرونة دنماركية                                               | دونغ فيتنامي     |
| الناتج المحلي الإجمالي (بليون دولار)                      | 324.87 مليار                                                 | 234.19 مليار     |
| الناتج المحلي الإجمالي (تعادل القوة الشرائية) بليون دولار | 278.61 مليار                                                 | 553.42 مليار     |
| الناتج المحلي الإجمالي الاسمي للفرد دولار أمريكي          | 51.99 ألف                                                    | 2.48 ألف         |
| الناتج المحلي الإجمالي للفرد دولار أمريكي                 | 45.54 ألف                                                    | 5.63 ألف         |
| مؤشر التنمية البشرية                                      | 0.900                                                        | 0.666            |
| رمز المكالمات الدولي                                      | +45                                                          | +84              |
| رمز الإنترنت                                              | .dk                                                          | .vn              |
| المنطقة الزمنية                                           | توقيت وسط أوروبا، ت ع م+02:00، ت ع م+01:00، أوروبا/كوبنهاجن ‏ | ت ع م+07:00      |

## منظمات دولية مشتركة
يشترك البلدان في عضوية مجموعة من المنظمات الدولية، منها:
| علم المنظمة | اسم المنظمة                        | تاريخ انضمام الدنمارك | تاريخ انضمام فيتنام |
| ----------- | ---------------------------------- | --------------------- | ------------------- |
|             | وكالة ضمان الاستثمار متعدد الأطراف | 12 أبريل 1988         | 5 أكتوبر 1994       |
|             | منظمة الشرطة الجنائية الدولية      | ?                     | ?                   |
|             | منظمة حظر الأسلحة الكيميائية       | ?                     | ?                   |
|             | منظمة التجارة العالمية             | 1995                  | 11 يناير 2007       |
|             | الفريق المعني برصد الأرض           | ?                     | ?                   |
|             | الأمم المتحدة                      | 24 أكتوبر 1945        | 20 سبتمبر 1977      |
|             | مؤسسة التمويل الدولية              | 20 يوليو 1956         | 4 أغسطس 1967        |
|             | يونسكو                             | 4 نوفمبر 1946         | 6 يوليو 1951        |
|             | مؤسسة التنمية الدولية              | 30 نوفمبر 1960        | 24 سبتمبر 1960      |
|             | بنك التنمية الآسيوي                | 1966                  | 1966                |
|             | البنك الدولي للإنشاء والتعمير      | 30 نوفمبر 1960        | 21 سبتمبر 1956      |
|             | الاتحاد البريدي العالمي            | ?                     | ?                   |
|             | الاتحاد الدولي للاتصالات           | 1866                  | 24 سبتمبر 1951      |

## أعلام
هذه قائمة لبعض الشخصيات التي تربطها علاقات بالبلدين:
- ستيفاني نجوين (31 ديسمبر 1986 – )

## وصلات خارجية
- موقع وزارة الخارجية الدنماركية
- موقع وزارة الخارجية الفيتنامية